# Reitertrettalm
Die Reitertrettalm (auch: Richtfeucht-Alm, Ristfeuchter Trett) ist eine Alm auf dem Hochplateau der Reiter Alm auf dem Gebiet der Gemeinde Schneizlreuth.

## Bauten
Auf dem Gebiet der Reitertrettalm stehen heute mehrere Gebäude. Auf deutscher Seite sind dies die Neue Traunsteiner Hütte, die zwischen 1936 und 1938 errichtet wurde, eine Almkapelle aus dem Jahr 1954, der Jäger-Kaser, die Rausch-Zoll-Hütte aus dem Jahr 1886, der Hoisen-Irgen-Kaser aus dem Jahr 1819 und der Kühl-Kaser aus dem Jahr 1816.
Auf österreichischem Staatsgebiet sind dies die Alte Traunsteiner Hütte aus dem Jahr 1901 und der Kessler-Kaser aus dem Jahr 1908.

## Heutige Nutzung
Die Reitertrettalm ist auf den meisten Karten nicht mehr verzeichnet. Die ehemaligen Almgebiete der Reiter Alm werden heute überwiegend als eine Einheit bestoßen.

## Lage
Das Reitertrett ist ein kleiner Teil der Reiter Alm. Die Sattelalm befindet sich zwischen dem Großen Weitschartkopf und den Wiesenwinkelköpfen, ein Teil des Almgebiets liegt jenseits der Landesgrenze zu Österreich.